# Antônio dos Milagres
Antônio dos Milagres é uma telenovela brasileira produzida pela Associação do Senhor Jesus e exibida pela Rede CNT entre 15 de abril e 28 de junho de 1996 em dois horários: 17h00 e 20h00, com 55 capítulos.
Escrita por Geraldo Vietri, teve o roteiro final de Dárcio Dalla Monica e Chico Martins, foi dirigida por Lucas Bueno e com direção de fotografia de Toninho Correa.
Foi reexibida em 2010 pela Rede Século 21.

## Enredo
Conta a vida de Fernando Bulhões, nascido no dia 15 de agosto de 1195, em Lisboa, Portugal. Viveu na Europa medieval e se tornou Santo Antônio, um dos santos mais cultuados do Catolicismo, pela sua extraordinária capacidade de transmitir a Palavra de Deus aos homens, também conhecido na tradição religiosa como o "santo casamenteiro".
Conhecido como o Martelo dos Hereges, tinha o dom de transmitir a fé e a fraternidade pregadas por Jesus, tanto aos mais humildes como aos mais renomados intelectuais de seu tempo. Seguindo as pegadas de Cristo, Antônio não media sacrifícios para ajudar o próximo, por vezes pondo em risco a própria vida.
O “homem que fazia milagres”, como passou a ser chamado, tornou-se alvo de curiosidade, de adoração e de endeusamento, mas também de ridículos, ódios, inveja e ciúmes. Santo Antônio também é conhecido como restituidor de objetos perdidos, das causas perdidas e muitas outras denominações.

## Elenco
| Elenco              | Personagem                       |
| ------------------- | -------------------------------- |
| Eriberto Leão       | Fernando Bulhões / Santo Antônio |
| Alejandro Muniz     | Arthur                           |
| Patrícia de Sabrit  | Clara de Assis / Santa Clara     |
| Alexander Dutra     | Fernando                         |
| Amanda Correia      | Lucinha                          |
| Amazyles Almeida    | Heleninha                        |
| Davi Taiu           | Frei Lucas                       |
| Ênio Gonçalves      | Rodolfo                          |
| Gerson Steves       |                                  |
| Haydée Figueiredo   | Conceição                        |
| Lara Córdula        | Elsa                             |
| Jefferson Britto    | Otávio                           |
| Jonas Mello         | Osvaldo                          |
| Liana Duval         | Dona Floriana                    |
| Lourdes de Moraes   | Eloísa                           |
| Luiz Parreiras      | Padre Mário                      |
| Moara Semeghini     | Adelaide                         |
| Osmar di Pieri      |                                  |
| Ruthinéia de Moraes | Conceição                        |
| Sandra Thea         | Dra. Vânia                       |
| Sérgio Buck         | André                            |
| Washington Lammar   | Figueiroa                        |
| Yara Marques        | Esther                           |
| Abrahão Farc        | Seu Tomás                        |
| Tadeu di Pietro     | Danilo                           |
| Manuela Assunção    |                                  |
| Philippe Levy       |                                  |